# Gefängnis Comayagua
Das Gefängnis Comayagua ist ein Gefängnis in Comayagua, Honduras. Am 14./15. Februar 2012 kam es dort zu einem Brand. 358 Häftlinge erstickten oder verbrannten. Viele von ihnen waren ohne Verurteilung dort inhaftiert. 475 Menschen überlebten.